# アクラポビッチ
アクラポビッチ(Akrapovič)は、スロベニア共和国に本社を置く主にオートバイ、自動車のエキゾーストマニホールド、マフラーを製造するメーカーである。
イゴル・アクラポヴィッチが1990年に設立した。当初「スコーピオン」というブランドであったが、商標の関係上アクラポビッチに変更された。ロゴにサソリが使われているのはその名残である。
欧州最大級のエキゾーストメーカーであり、MotoGPなど2輪におけるモータースポーツにおいて、主要なワークスチームに採用されている。またBMW製のオートバイ、ホンダ・CBR1000RR-R等に純正採用されている。
2004年から自動車市場にも進出。レーシングカーのアウディ・R18、アウディ・A5 DTMに排気システムを供給した。

## 歴史
イゴル・アクラポビッチは、1977年に250 GP(2ストローク250cc)でオートバイレースを開始し、次にF1オープンクラス(4ストローク1,000cc)に、そして1988年から1989年のレースの終わりまでスーパーバイクレースに挑戦した。彼は6人のスタッフでオートバイのチューニングショップ「スコーピオン」を設立。高品質な西側諸国の他のアフターマーケットエキゾーストは高価すぎ、東側諸国で作られたものは品質が不十分であったため、独自のマフラーを製造することにした。アクラポビッチは、プロのレーシングチームが使用するものと比較して、市販されているアフターマーケットのエキゾーストの質が低いことが製造の動機であり、市場に出回っている溶接パイプでは肉厚すぎるが、レース用のシステムは高価すぎて一般的なユーザーが入手するのが難しかったと語っている。アクラポビッチは、オートバイのチューニングの分野で得られた経験に基づいて、彼が求める十分なクオリティを持ったオリジナルのエキゾーストシステムを設計した。素材は炭素繊維やプラスチックなども使用した。

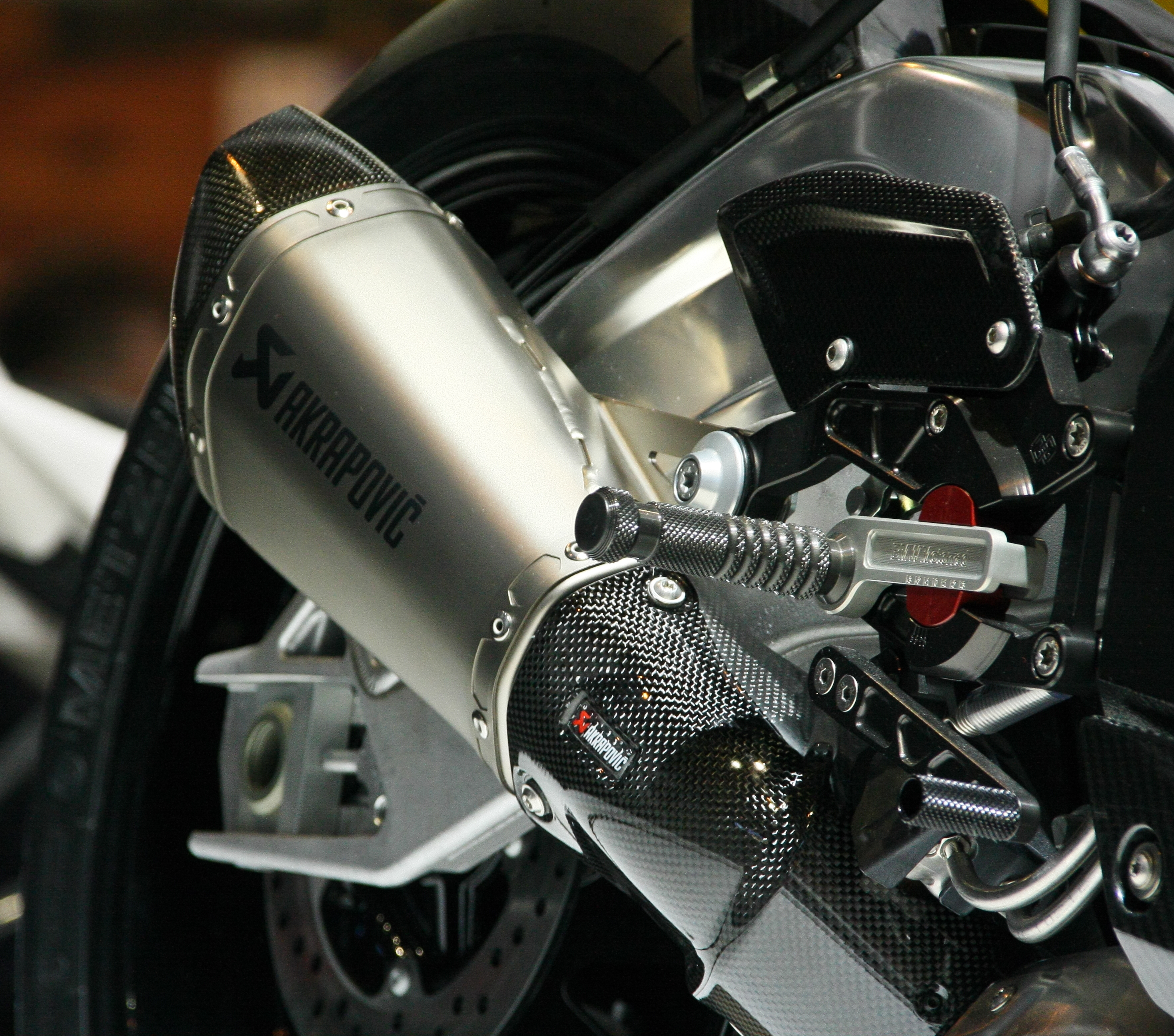
アクラポビッチ製マフラー

1993年、ドイツのレーシングチームがカワサキのマシンでアクラポビッチのエキゾーストシステムをテストし、1994年にスペインスーパーバイク選手権(ESBK)とスーパーバイク世界選手権(WSBK)で導入された。さらに、ヤマハ・スズキ・ドゥカティ・ホンダといった他チームも、アクラポビッチのエキゾーストの使用を開始。

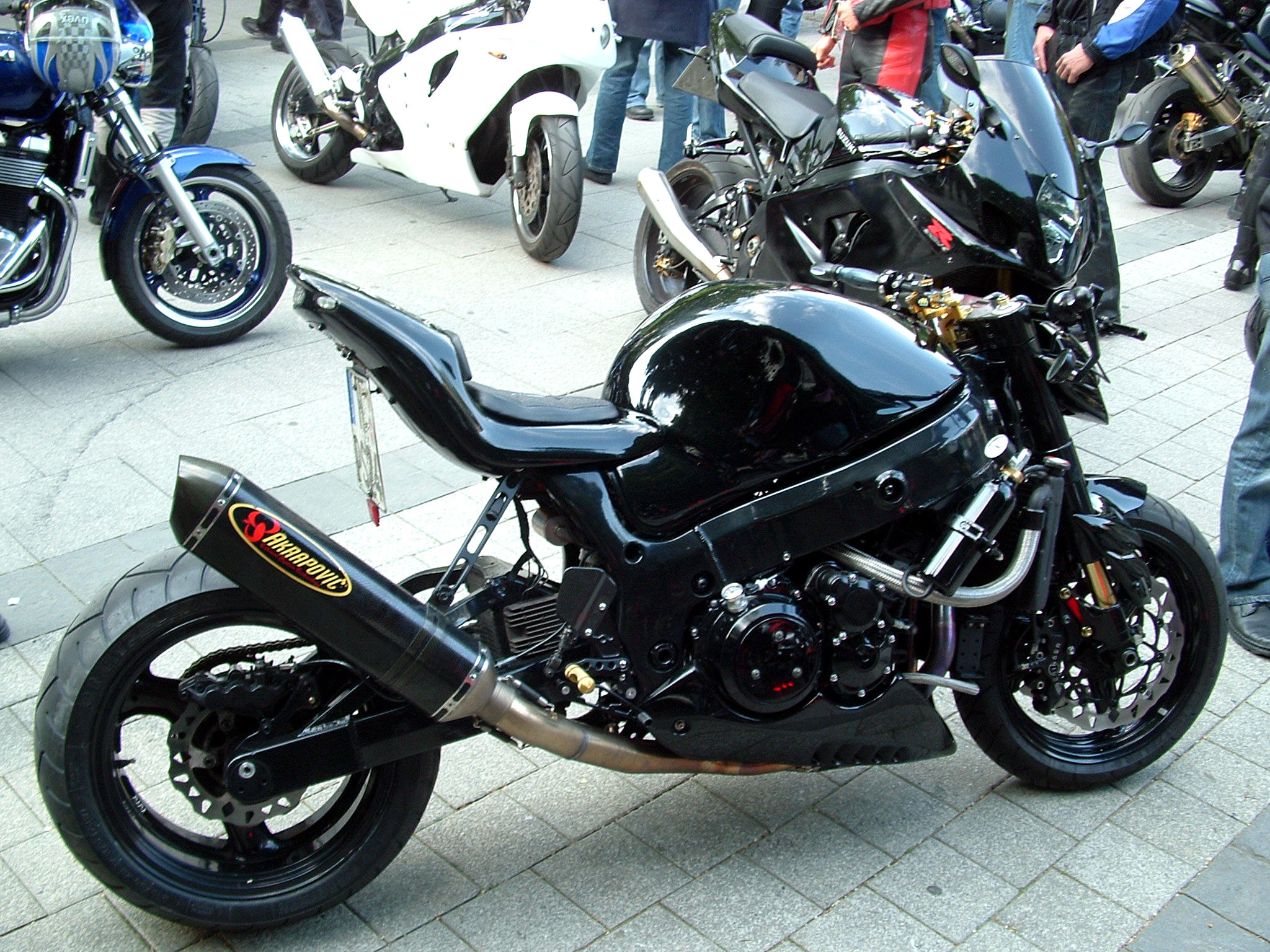
アクラポビッチ製排気管を備えたカスタムバイク

1997年には社名をスコーピオンからアクラポビッチに変更し、カワサキチームの柳川明がA1・リンク(現：レッドブル・リンク)にて、カワサキ・ニンジャZX-7RRを駆り、アクラポビッチ製エキゾーストを装備した車両として初めてWSBKで優勝した。この影響もあり、特にドイツでの売上が年率70%も伸び、それに対応する形で生産能力が1999年に拡大され、450m2の工場からイヴァンチュナ・ゴリツァの3,000m2の工場に生産拠点を移転。この工場はその後も拡大を続け、2010年時点では移転当初の4倍以上となる13,000m2もの規模になっている。
2000年にWSBKでコーリン・エドワーズがカストロール・ホンダのホンダ・VTR1000 SPWで世界選手権タイトルを獲得し、アクラポビッチのエキゾーストを使用した車両としては初の世界選手権クラスにおけるタイトルとなった。また同年、スーパースポーツ世界選手権でも、ヤマハのイェルク・トイヘルトがアクラポビッチのエキゾーストを装備したヤマハ・YZF-R6で優勝。設計の変更を行い、アメリカのAMAスーパーバイク選手権や日本の全日本ロードレース選手権にも参戦。2002年にはMotoGPに参入し、ホンダ、カワサキ、アプリリアのファクトリーチームと提携した。
売上が増えるにつれ、アクラポビッチ社は新しいテクノロジーと近代化に投資を行い、3D設計、プログラミング、CADなどを使用可能なコンピューターを導入。
2004年、自動車業界と初めて接触し、2007年にはF1レースカー用のエキゾーストシステムを開発。
2007年、ロゴを変更。また、同年4月、ドイツのMotorrad誌からベストエキゾーストパイプメーカー賞を受賞。得票率は42%であった。以降、アクラポビッチ社は毎年同賞を受賞しており、2011年には過去最大の票差で受賞している。

## パートナーシップ

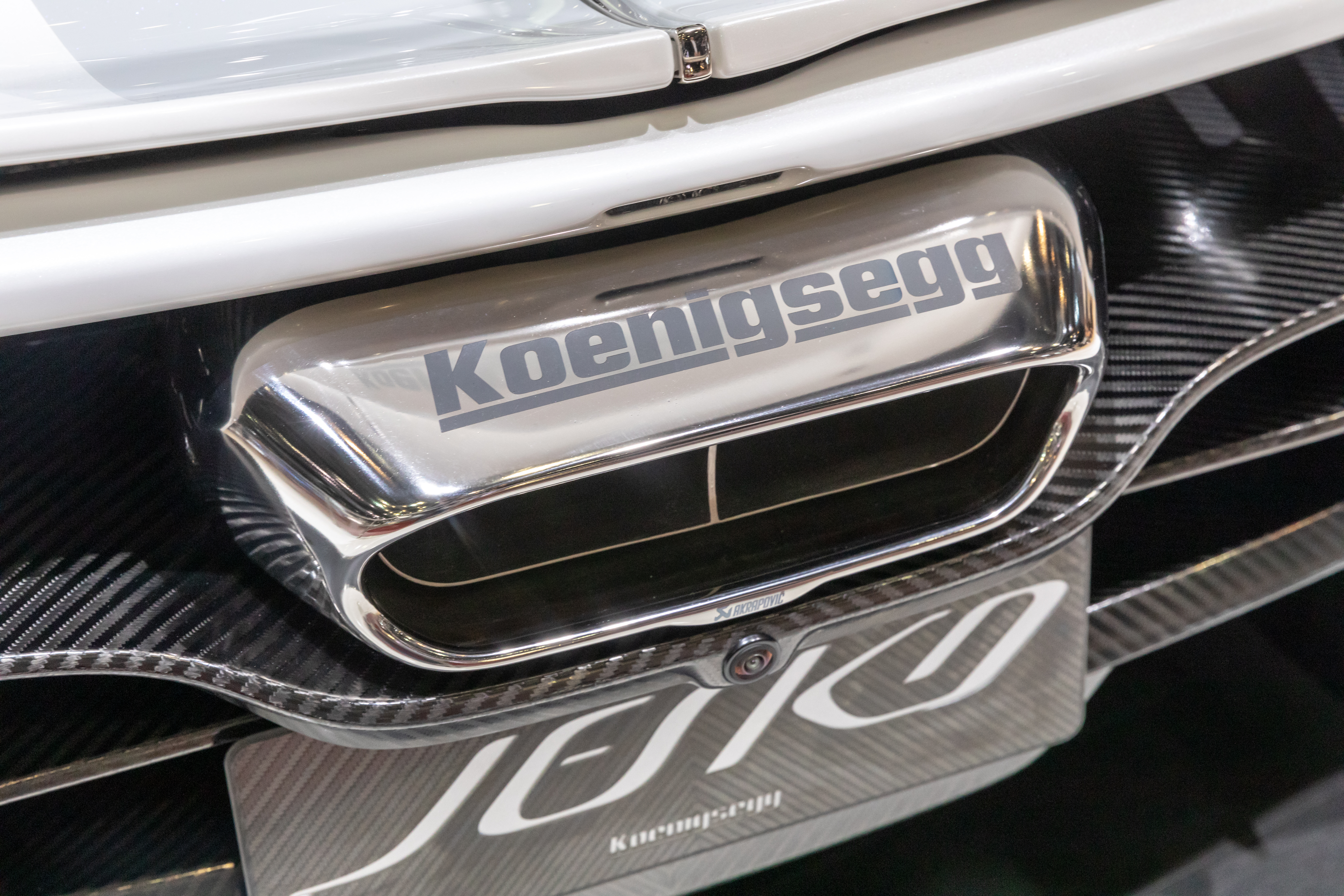
ケーニグセグ・ジェスコのアクラポビッチ製マフラー

同社はいくつかのオートバイメーカーと提携しており、ヤマハではYZF-R1およびMT-01のオプションとしてアクラポビッチ製のマフラーを提供している。また、BMWモトラッドのオートバイでは、Rnine T、S1000RR、F800RHP2メガモト等に標準装備され、それ以外のほとんどのバイクにもオプションとして設定されている。また、ホンダはCBR1000RR-Rの純正マフラーを共同開発している。カワサキではZ1000などに採用されているほか、アプリリア、スズキなどにも設定がある。
2009年からはアウディのLMPカーにエキゾーストシステムを供給しており、2012年シーズンには初めてアウディスポーツの公式パートナーとして、アウディ・R18とアウディ・A5 DTMのエキゾーストを手掛けた。ポルシェの997型911 GT2RS用のエキゾーストシステムを担当した。BMW・M Hybrid V8のエキゾーストシステムも手がけている。
2020年12月にはアルファロメオ４C・4C Spider Final Edition “Tributo to 33 Stradale”のエキゾーストシステムを構築した。また同社から2015年6月に復活した新型952系ジュリアの2021年4月26日から5月9日まで期間限定受注のハイエンドモデルである「GTA」及び「GTAm」のチタン製エキゾーストシステムを構築した。この車両及びエキゾーストシステム開発には同社F1チームの「アルファロメオ・レーシング・オーレン」所属のキミ・ライコネンとアントニオ・ジョヴィナッツィが携わっている。
2024年4月17日にはフェラーリと、ル・マン・ハイパーカーの499P向けのエキゾーストシステムに関連するテクニカルパートナー契約を締結した。
スーパースポーツシリーズで活躍するオートバイレーサーの多くはアクラポビッチ製のエキゾーストを使用している。ロジャー・リー・ヘイデンは、自身のカワサキのオートバイにアクラポビッチ製エキゾーストを装着している。

## 製造
アクラポビッチのチタン鋳造所は、イヴァンチュナ・ゴリツァにある同社の生産拠点となる工場にある800m2の広さを持つ建物内に存在する。鋳造プロセスでは、ガス注入やX線検査など様々な化学分析が、CAD/CAM/CAEツールを活用して行われている、チタンを使用したエキゾーストのシリーズとして、「アクラポビッチ・エボリューション」シリーズを展開している。

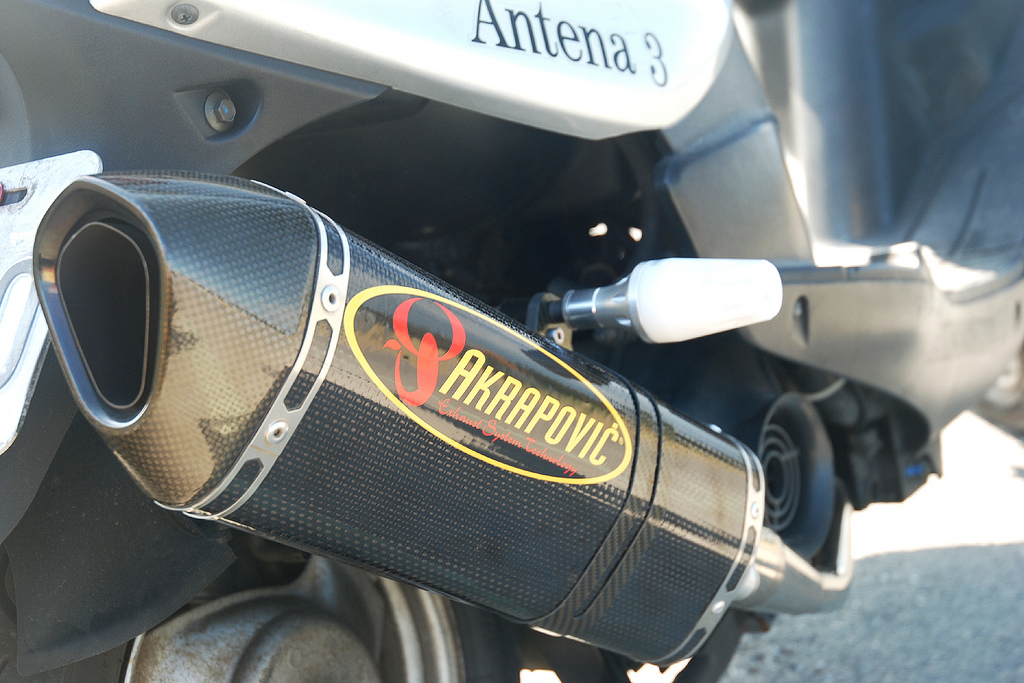
アクラポビッチ製マフラー
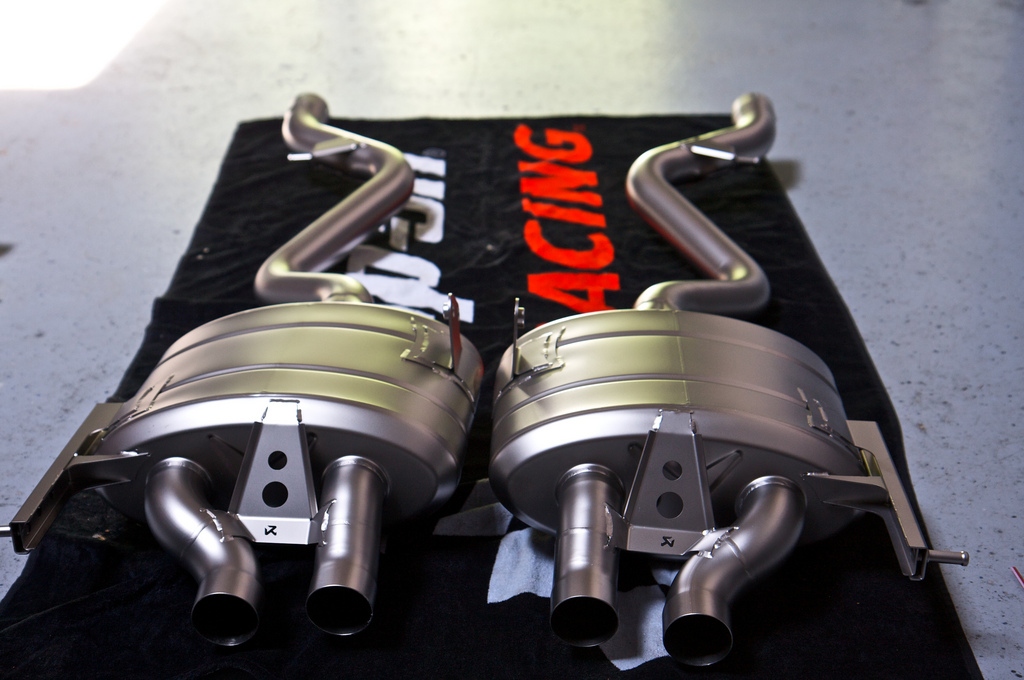
BMW・M3用アクラポビッチ製排気管
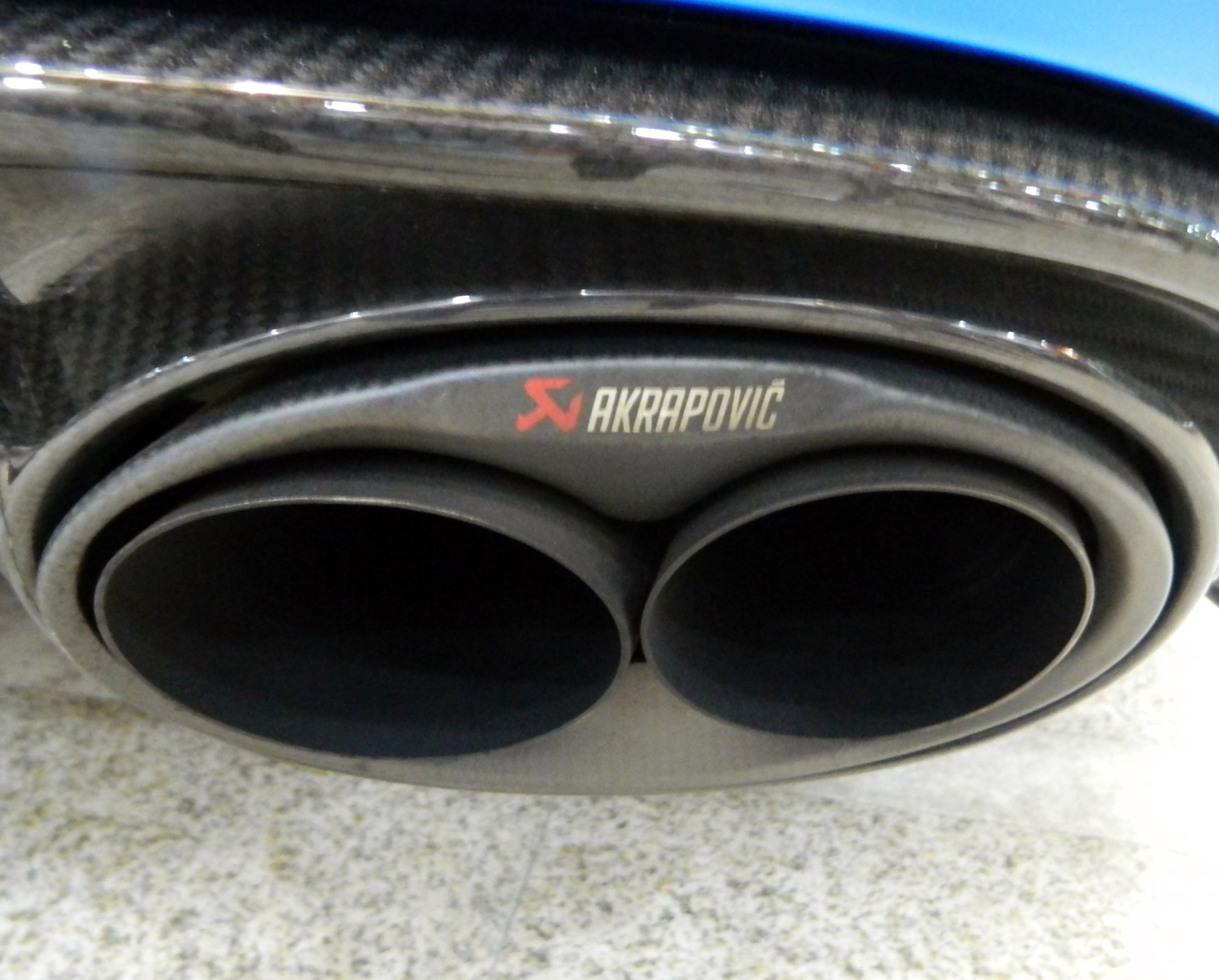
アウディ・RS7用アクラポビッチ製マフラー

## 日本における代理店
- 株式会社プロトと株式会社アクティブ (1997年～)アクラポビッチ各種製品の輸入・販売の他、日本国内での政府認証JMCAマフラーの共同開発などを行う。